# Rinto Harahap
Rinto Harahap (Sibolga, Sumatra del Norte, 10 de marzo de 1949-Singapur, 9 de febrero de 2015), es un cantante, compositor y productor indonesio reconocido en la década de los años 1970. Él fundó la banda The Mercy's, integrada también por de Charles Hutagalung, Reynold Panggabean y Rinto Harahap. Además compuso también para una compañía de grabación llamada lolypop la era de la década de los años 1970.
Además ha compeusto para otros artistas de su natal Indonesia, como Nia Daniati, Betharia Sonata, Christine Panjaitan, Iis Sugianto y Eddy Silitonga.

## Canciones y composiciones
Nia Daniati
- Kaulah Segalanya
- Tikar Merah
- Gelas-gelas Kaca

Betharia Sonata
- Kau Tercipta Untukku
- Aku Tak Ingin Sandiwara
- Kau untuk Siapa
- Siapa Bilang Aku Cinta

Iis Sugianto
- Jangan Sakiti Hatinya
- Nasibku Nasibmu

Broery Marantika
- Aku Begini Kau Begitu
- Aku Jatuh Cinta

Grace Simon
- Aku Tak Percaya Lagi

Eddy Silitonga
- Ayah
- Oh Melati
- Biarlah Sendiri

Nur'Afni Octavia
- Bila Kau Seorang Diri
- Ibu

Christine Panjaitan
- Tangan Tak Sampai
- Katakan Sejujurnya
- Rindu

Emilia Contessa
- Untuk Apa

Rita Butar butar
- Seandainya Aku Punya Sayap

Hetty Koes Endang
- Dingin 1979
- Bibir dan Mata 1984

Cindy Claudia Harahap
- Berikan Dia Cinta

Mawi Purba
- Kau yang Kusayang

Diana Nasution
- Jangan Sakiti Hatinya
- Sengaja Aku Datang

Rinto Harahap
- Kuingin Cinta yang Nyata
- Love
- Woman
- Hari Telah Berganti
- Hatiku Bernyanyi
- Ibu
- Ayah Keroncong
- Sayang
- Untuk Apa
- Seindah Rembulan
- Masih Adakah Rindu
- Suara Hati
- Aku Tak Pernah Bosan
- Akupun Ingin Cinta
- Injit-injit semut

## Con The Mercy's
- Bunga Mawar
- Adinda Sayang
- Dendang Melayu
- Untukmu
- Dendang Sayang
- Kisah Seorang Pramuria
- Usah Kau Harap
- Jauh Disayang
- Seringgit dua kepang
- Semua Bisa Bilang

## Álbum en Karaoke
- 50 tahun Rinto Harahap VCD.
- Rinto Harahap album sukses VCD.

## Filmografía
- Sirkuit kemelut 1980 komposer
- Jangan sakiti hatinya 1980 komposer
- Masih adakah cinta 1980 komposer
- Seindah rembulan 1980 Aktor dan komposer.